# Katrin Schneider
Katrin Schneider  (* 21. Juni 1990 in Ludwigshafen am Rhein; zwischenzeitlich verheiratete Katrin Welter) ist eine deutsche Handballtrainerin und ehemalige Handballspielerin.

## Karriere
Die 1,75 m große Rückraumspielerin spielte in ihrer Jugend bei der TSG Friesenheim und wechselte 2006 in die Bundesliga zu DJK/MJC Trier. Ihren ersten internationalen Einsatz hatte sie am 6. Januar 2007 im EHF-Pokal im Spiel der Trierer beim spanischen Club Elda Prestigio. Nach der Saison 2010/11 wechselte sie zur SG BBM Bietigheim in die zweite Bundesliga. Zwei Jahre später kam sie wieder zurück nach Trier, wo die „Miezen“ sportlich gerade in die zweite Liga abgestiegen waren, durch den Rückzug des Frankfurter HC jedoch in der ersten Liga verblieben.
In der Saison 2013/14 wurde sie mit 239 Treffern, davon 102 per Siebenmeter, gemeinsam mit Shenia Minevskaja (239/100) Bundesliga-Torschützenkönigin.
Ab dem Sommer 2015 lief Schneider für die TSG Ketsch auf, mit der sie 2016 in die 2. Bundesliga aufstieg. In der Saison 2016/17 war sie bei der TSG Ketsch als Spielertrainerin tätig. Anschließend beendete Schneider aus gesundheitlichen Gründen ihre Spielerkarriere und übte nur noch das Traineramt in Ketsch aus. Unter ihrer Leitung stieg Ketsch 2019 in die 1. Handball-Bundesliga der Frauen auf. Bis Februar 2020 war sie bei der TSG Ketsch tätig.
In der Saison 2020/21 trainierte sie die A-Jugend und die 3. Damen-Mannschaft bei Frisch Auf Göppingen. Ab dem 1. April 2021 war sie beim Bundesligisten SV Union Halle-Neustadt als Co-Trainerin tätig; zur Saison 2021/22 übernahm sie dort das Traineramt. Im Februar 2023 wurde sie von ihrem Amt freigestellt. Seit der Saison 2023/24 betreut sie die SG Mainz-Bretzenheim. Unter ihrer Leitung stieg die Mannschaft in die 2. Bundesliga auf.
Seit 2022 hat sie die A-Trainerinnen-Lizenz.

## Privates
Schneider war mit der luxemburgischen Handballspielerin Tina Welter verheiratet.